# Yaska
Yaska (Sanskrit: यास्क Yāska, im deutschen auch mit J statt Y geschrieben; ca. 7. Jahrhundert v. Chr.) war ein Grammatiker des alten Indien. Das ihm zugeschriebene Werk ist das Nirukta, das ein Teil der Vedangas, einer Sammlung von Hilfswissenschaften zur Interpretation vedischer ritueller Texte, ist. Yaska beschäftigt sich in diesem Text hauptsächlich mit Fragen der Etymologie.
| Personendaten    | Personendaten                                      |
| ---------------- | -------------------------------------------------- |
| NAME             | Yaska                                              |
| ALTERNATIVNAMEN  | यास्क (Sanskrit); Yāska                              |
| KURZBESCHREIBUNG | Grammatiker des alten Indien                       |
| GEBURTSDATUM     | 8. Jahrhundert v. Chr. oder 7. Jahrhundert v. Chr. |
| STERBEDATUM      | 7. Jahrhundert v. Chr. oder 6. Jahrhundert v. Chr. |